# VOS型
VOS型（VOSがた）とは、文を作るときに動詞 (Verb)  - 目的語 (Object)  - 主語 (Subject) の語順を取る言語を表す言語類型学の用語である。自然な表現において、三つの構成素からなる文が次のような順序で並ぶ言語類型を示す。例：「食べた オレンジ サム」（サムはオレンジを食べた）
例えば、マダガスカル語、古ジャワ語、バタク・トバ語、フィジー語、同様に能格言語であるツォツィル語のようなマヤ語を含む。これらの言語は英語における主語をもたない。これが、多くの言語学者がVOSよりもVOA（動詞 目的語 動作主、Verb Object Agent）と言う用語を好ましく思う理由である。